# فلاش جوردن
فلاش جوردن (بالإنجليزية:The New Adventures of Flash Gordon) مسلسل كرتوني أمريكي عرض لأول مره في 22 سبتمبر 1979 واستمر حتى 6 نوفمبر 1982.

## الممثلون
- عادل أبو حسون - لامع
- بثينة شيا - لمياء
- محمد مصطفى - طيش
- آمنة عمر - سحاب
- رأفت بازو - الفا
- رائفة أحمد - ساره (مدرجة باسم رائفة احمد)
- محمد السعيد - باشق
- رانيا النبواني - عنقاء

و
- علي القاسم - سفاح
- أيمن السالك - صفوح

## روابط خارجية
- فلاش جوردن على موقع IMDb (الإنجليزية)
- فلاش جوردن على موقع كينوبويسك (الروسية)
- فلاش جوردن على موقع قاعدة بيانات الفيلم (الإنجليزية)